# Chotki
O Chotki ou corda de oração (grego: κομποσκοίνι - komboskini; Russo: чётки - chotki (termo mais comum) ou вервица - vervitsa (tradução literal); Árabe: مسبحة, translit. Misbaḥa; Romeno: metano / metanier; Sérvio: бројаница - broyanitsa Búlgaro: броеница - broyenitsa; Copta: ⲙⲉⲕⲩⲧⲁⲣⲓⲁ - mequetaria / mequtaria) é um laço formado por nós complexos formados em um padrão cruzado, geralmente feitos em lã ou seda. Esse objeto faz parte da prática dos monges e freiras ortodoxos orientais e católicos orientais e é empregada por monásticos (e às vezes por outros) para contar o número de vezes que um orou a Oração de Jesus ou, ocasionalmente, outras orações. O Chotki ou corda de oração típica tem trinta e três nós, representando os trinta e três anos da vida de Jesus Cristo. A ortodoxia oriental também usa a corda de oração, onde é conhecido pelo seu nome copta.

## História

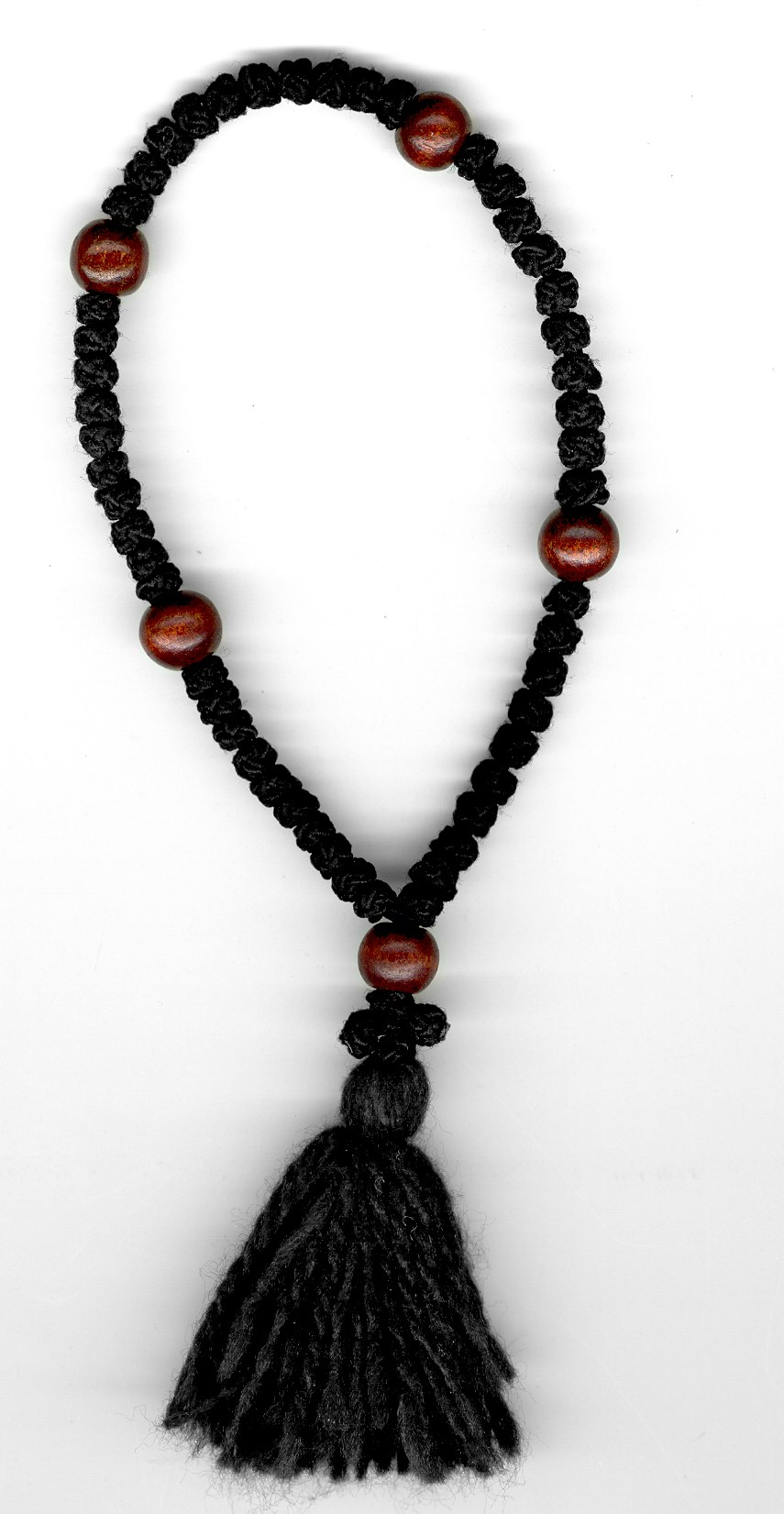
Chotki ou corda de oração

A história do Chotki ou corda de oração remonta às origens do próprio monaquismo cristão. Quando os monges começaram a entrar nos desertos do Egito, era costume deles rezar todos os 150 Salmos todos os dias. No entanto, como alguns dos monges não podiam ler, eles teriam que memorizar os salmos ou realizar outras orações e prostrações em seu lugar. Assim, a tradição de dizer 150 (ou mais) Orações de Jesus todos os dias começou.
O Santo Rosário ocidental é descendente e se desenvolveu a partir desta mesma tradição. A criação do chotki (ou corda de oração) é atribuída a São Pacômio no quarto século como um auxílio para monges analfabetas para realizar um número consistente de orações e prostrações em suas células. Anteriormente, os monges contariam suas orações por meio da colocação de pedrinhas em uma tigela, mas isso era pesado e não poderia ser facilmente transportado e assim o uso do chotki ou corda de oração tornou possível rezar a Oração de Jesus incessantemente, de acordo com a injunção de São Paulo para «Rezar sem cessar» (I Tessalonicenses 5,17).
Dizem que o método de amarrar o chotki ou corda de oração teve suas origens do Pai do monasticismo ortodoxo, Santo Antão. Ele começou a amarrar uma corda de couro com um nó simples para cada vez que ele orava um Kyrie-Eleison («Senhor tenha misericórdia»), mas o Diabo viria e destrava os nós para atrapalhar sua contagem. Ele então desenvolveu um modo inspirado por uma visão que ele tinha de São Miguel Arcanjo— de amarrar os nós, de modo que os próprios nós mesmos constantemente façam o sinal da cruz. É por isso que as cordas de oração hoje ainda estão amarradas usando nós que cada um contém sete pequenas cruzes sendo amarradas uma e outra vez. O Diabo não pôde destruí-lo porque o Diabo foi derrotado pelo Sinal da Cruz.

## Uso

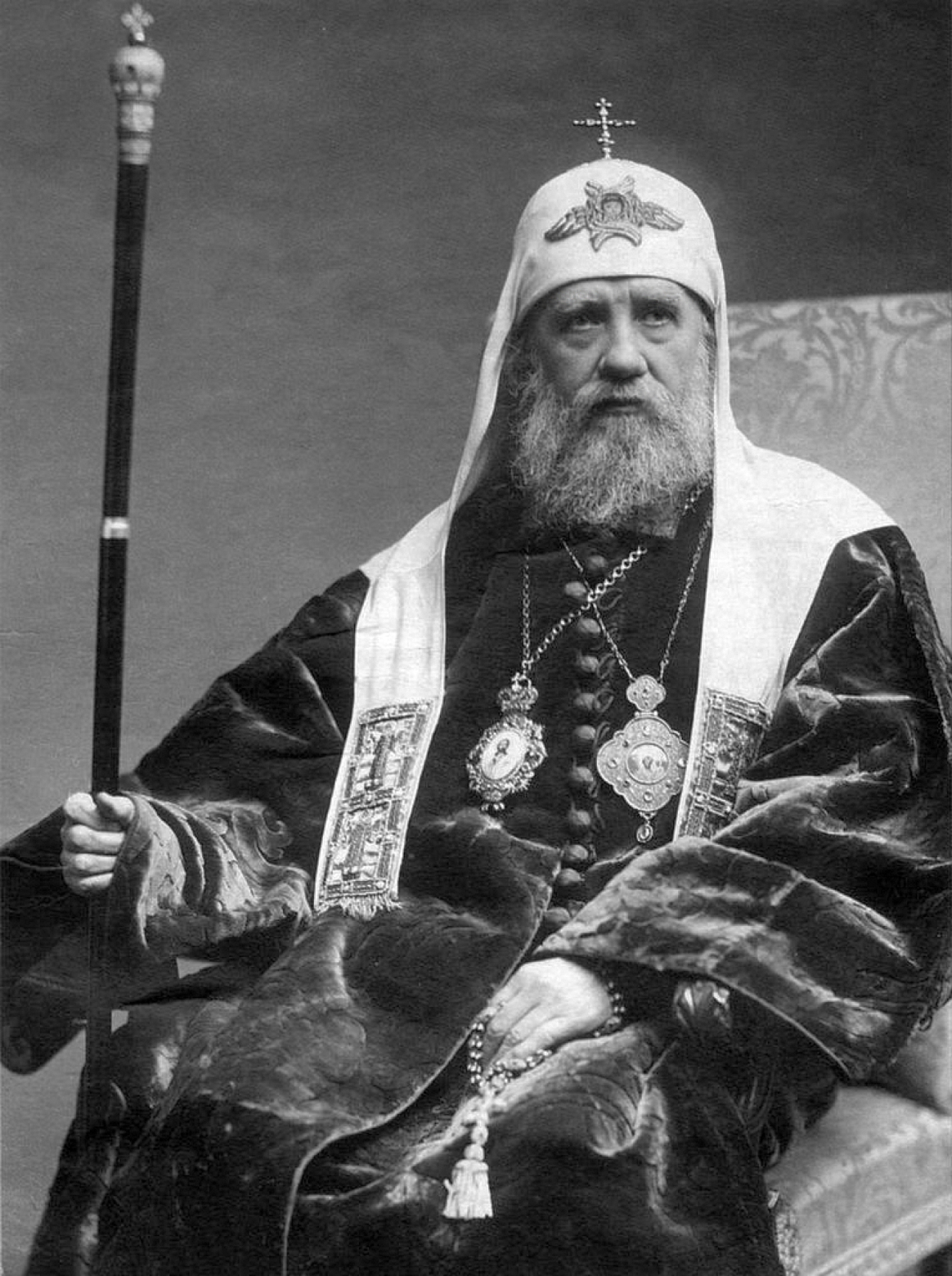
Ticônio I de Moscou vestido com o seu hábito monástico como o Patriarca de Moscou e de Toda a Rússia com Chotki ou corda de oração branco na mão esquerda.

Ao rezar, o usuário normalmente segura a corda de oração na mão esquerda, deixando a mão direita livre para fazer o Sinal da Cruz. Quando não estiver em uso, a corda de oração é tradicionalmente enrolada em torno do pulso esquerdo, de modo que continue lembrando um para rezar continuamente. Se isso não for prático, ele pode ser colocado no bolso (esquerdo), mas não deve ser pendurado ao redor do pescoço ou suspenso no cinto. A razão para isso é a humildade: não se deve ser ostentoso na exibição da corda de oração para que outros possam ver. Durante a tonsura (profissão religiosa),  monges e monjas ortodoxas orientais recebem uma corda de oração, com as palavras: Aceite, ó irmão (irmã) (nome), a espada do Espírito que é a palavra de Deus (Efésios 6,17) na oração eterna de Jesus, pela qual você deve ter o nome do Senhor em sua alma, seus pensamentos, e seu coração, dizendo sempre: «Senhor Jesus Cristo, Filho de Deus, tende piedade de mim pecador.» A ortodoxia considera o chotki (ou corda de oração) como a espada do Espírito, porque a oração que é sincera e inspirada pela graça do Espírito Santo é uma arma que derrota o Diabo.
Entre alguns monásticos ortodoxos (e ocasionalmente outros fiéis), as horas canônicas e a preparação para a Sagrada Comunhão podem ser substituídas orando a Oração de Jesus por um número específico de vezes dependente do serviço que está sendo substituído. Desta forma, as orações ainda podem ser ditas, mesmo que os livros de serviços sejam por algum motivo indisponíveis ou a pessoa não seja alfabetizada ou, de outra forma, não consiga recitar o serviço; o chotki ou a corda de oração torna-se uma ferramenta muito prática em tais casos, simplesmente para manter a conta das orações.
Não só a oração de Jesus é usada, mas também os cristãos orientais têm muitas «orações de respiração». Ao contrário do pensamento, eles não devem ser ditos usando a respiração espiritual, pois isso só pode ser determinado por um pai espiritual. As orações de respiração continuamente repetidas no chotki (ou corda de oração) podem incluir: «Senhor tenha misericórdia»; «Venha Senhor Jesus»; «Senhor eu acredito, ajuda minha incredulidade»; «Senhor, salve-me»; etc.